# Perenářství
Perenářství je dílčí obor okrasného zahradnictví vázaný především na kulturní formy bylinného patra a květinového dekoru v zahradách, parcích a krajinářských dílech. Předmětem činnosti jsou pak především sortimenty a použití v zimě vytrvalých víceletých zahradních květin, kapradin a trav souhrnně nazývaných odborně pereny, laicky trvalky.